# Source St Michel de Mourcairol
Source St Michel de Moucairol est une marque d'eau minérale gazeuse appartenant à l'entreprise du même nom.
Sa source se situe sur la commune des Aires, près de Lamalou-les-Bains au cœur du Parc naturel régional du Haut-Languedoc, à l'instar de sa grande sœur Vernière.

## Composition analytique en mg/l
- Résidu sec à 180 °C : 1400
- pH : 5,9

| Éléments                    | Proportion en mg/l |
| --------------------------- | ------------------ |
| Calcium (Ca2+)              | 230                |
| Magnésium (Mg2+)            | 90                 |
| Sodium (Na+)                | 155                |
| Potassium (K+)              | 55                 |
| Sulfates (SO42−)            | 160                |
| Hydrogénocarbonates (HCO3−) | 1400               |
| Nitrates (NO3−)             | 1                  |
| Chlorures                   | 22                 |